# Verlichting (boek)
Verlichting (oorspronkelijke titel Elevation) is een novelle uit 2018 van Stephen King.

## Verhaal

### Gewichtsverlies
Scott Carey woont sinds de scheiding van zijn vrouw Nora alleen in zijn huis in Castle Rock samen met zijn kat, Bill D. Cat. Hij is een zwaargebouwde man van bijna een meter vijfennegentig met een gestalte van iemand die 110 kilo weegt. Dat heeft hij ook gewogen, maar de weegschaal geeft inmiddels 96 kilo aan. Zijn uiterlijk blijft alleen exact hetzelfde. Scott klopt met zijn verhaal aan bij Bob Ellis, een 74-jarige gepensioneerde arts. Diens weegschaal bevestigt alles. Scott verbaast Bob des te meer door zes tot acht kilo aan kleren uit te trekken en daarna nog steeds 96 kilo te wegen. Hij legt uit dat hij eet als een bootwerker, maar elke dag minder gaat wegen. Het maakt ook niet uit wat hij aanheeft of vastpakt; als hij met tien kilo aan gewichten op de weegschaal gaat staan, geeft die exact hetzelfde aan als zonder.

### Buurvrouwen
Scott heeft een moeizame relatie met zijn buurvrouwen, Deirdre McComb en Missy Donaldson. Hun honden poepen in zijn tuin en ze ruimen dit niet op. Deirdre is ervan overtuigd dat hij iets tegen ze heeft omdat ze een lesbisch echtpaar zijn. Dit komt doordat een groot deel van de bewoners van de stad Missy en haar om die reden mijdt. Hun restaurant Holy Frijole dreigt hierdoor failliet te gaan. Wanneer hij er op gaat letten, merkt Scott dat ze gelijk heeft. Hij probeert zijn goede wil te tonen door met Bob bij Holy Frijole te gaan eten. Deirdre beschuldigt hem er echter van dat hij alleen is gekomen om te bewijzen hoe politiek correct hij is.
Scott weegt inmiddels 81 kilo, zonder dat zijn spiermassa is afgenomen. Hij voelt zich hierdoor enorm fit. Hij besluit om zich in te schrijven voor een hardloopwedstrijd over twaalf kilometer door Castle Rock. Mike Badalamente van de plaatselijke boekwinkel heeft hem verteld dat Deirdre een voormalig topatlete is en ook meedoet. Scott sluit een weddenschap met haar af: als zij wint, zal hij nooit meer iets zeggen over de hondenpoep. Als hij wint, moeten Missy en zij bij hem komen eten. Scott legt het grootste gedeelte van de race af in de achterhoede. Hij zet in de laatste kilometers een inhaalrace in. Wanneer hij alleen Deirdre nog voor zich heeft, komt zij ten val. Scott raapt haar op en laat haar winnen. Deirdre voelde zich compleet gewichtloos toen hij haar oppakte en begrijpt niet wat er is gebeurd.

### Toenadering
Deirde stelt Scott voor om toch samen met Missy bij hem te komen eten. Hij nodigt ook Bob en diens vrouw Myra uit. Tijdens het etentje krijgen Scott en Deirdre een band en ook Missy en de conservatieve Myra kunnen het goed met elkaar vinden. Scott vertelt zijn gezelschap over zijn voortdurende gewichtsafname en het feit dat ook alles wat hij vastpakt gewichtloos wordt. Voor hemzelf blijven die dingen wel even zwaar. Hij weet niet wat hem staat te wachten als hij straks niets meer weegt. Hij vraagt iedereen om zijn geheim te bewaren omdat hij niet wil worden bekeken als een curiositeit.
Na gebeurtenis tussen Scott en Deirdre tijdens de hardloopwedstrijd zit Holy Frijole voortaan vrijwel altijd vol. Scott en zijn vrienden komen er één keer per week bij elkaar. Hij verliest sneller en sneller gewicht en ondervindt hier steeds grotere nadelen van. Hij kan bijna geen beweging meer maken zonder los te komen van de grond, heeft geen houvast op sneeuw en ijs en maakt iedereen die hij aanraakt misselijk. Zijn spierkracht en lichaamsgewicht raken totaal uit verhouding, waardoor alledaagse handelingen vrijwel onmogelijk worden.
Wanneer hij nog 0,9 kilo weeg, belt Scott Deirdre op om hem te komen helpen. Zij rijdt hem naar buiten in zijn rolstoel en helpt hem om de gordel die hem op zijn plaats houdt los te maken. Terwijl hij opstijgt, ziet hij dat Missy, Bob en Myra ook zijn gekomen. Ze kijken hem na tot hij uit zicht is verdwenen. Het laatste dat ze van hem vernemen is de flits van een stuk vuurwerk dat hij heeft meegenomen.